# Svepestarr
Svepestarr (Carex bohemica, syn. Carex cyperoides) är en flerårig gräslik växt inom släktet starrar och familjen halvgräs. Svepestarr är ljusgrön, småtuvad och ofta tillfällig och har blekbruna basala slidor. De mjuka bladen blir från 1,5 till 2,5 mm breda, har sträva kanter och är kortare än stråna. Den klotrunda axsamlingen blir från en till två cm och har två till fyra långa stödblad. De smalt lansettlika axfjällen är cirka fem mm, hinnlika och har grön mittnerv. De blekgula fruktgömmena blir från sju till tio mm, är smalt vingkantade och har en kluven sträv näbb. Svepestarr blir från 5 till 30 cm hög och blommar från juni till september.

## Utbredning
Svepestarr är sällsynt i Norden, men påträffas vanligtvis på dyiga, helst nyblottade sjöstränder. Dess utbredning i Norden är begränsad till några få områden i sydöstra Finland.
- Referens: Den nya nordiska floran ISBN 91-46-17584-9
- Wikimedia Commons har media som rör Svepestarr.